# Ommatius strigicostus
Ommatius strigicostus là một loài ruồi trong họ Asilidae. Ommatius strigicostus được Bezzi miêu tả năm 1928. Loài này phân bố ở miền Australasia.